# Corps Marchia Brünn
Das Corps Marchia Brünn zu Trier ist ein Corps im Kösener Senioren-Convents-Verband. Das Corps Marchia Brünn pflegt das akademische Fechten und trägt Couleur. Es vereint Studenten und Alumni der Universität Trier, der Heinrich-Heine-Universität Düsseldorf, der Universität Innsbruck und der Deutschen Technischen Hochschule Brünn. Die Corpsangehörigen werden „Brünner Märker“ genannt.

## Couleur
Die Angehörigen der Marchia Brünn tragen ein Band mit den Farben grün-weiß-rot und silberner Perkussion. Dazu wird im Wintersemester eine grüne Mütze, im Sommersemester ein weißer Seidenstürmer getragen. Füchse tragen ein silbern eingefasstes Band mit den Farben grün-rot.

## Geschichte
Das Corps Marchia Brünn wurde am 23. Oktober 1865 von Studenten der Deutschen Technischen Hochschule Brünn als „Polytechnische Lebensverbindung mit Corpstendenz Hilaria“ gegründet. Die Farben waren von Beginn an grün-weiß-rot. Am 16. März 1871 erfolgte die Umbenennung in Marchia als Bekenntnis zum Stammland, der Markgrafschaft Mähren. Am 12. März 1874 erklärte sich die Studentenverbindung endgültig zum Corps.

### Brünn

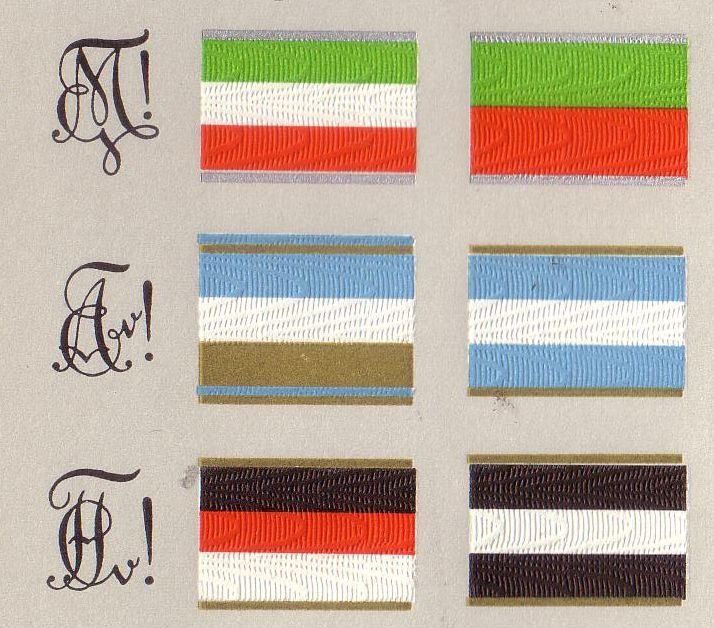
Der SC zu Brünn

Mit dem durch Zutun von Marchia am 10. Dezember 1870 gegründeten Corps Austria Brünn wurde am 1. November 1877 der 1. Brünner SC gebildet, nachdem beide Corps am 25. März 1877 als konstituierende Mitglieder dem Linzer Delegierten-Congress der österreichischen Corps beigetreten waren. Marchia gehörte dem Linzer DC, der sich 1878 in Melker SC umbenannte, bis zu seiner Auflösung am 26. April 1887 an. Nach der Suspension von Austria am 18. Mai 1880 war Marchia wieder einziges Corps in Brünn. In den Jahren 1885 und 1886 wurden die Angehörigen der suspendierten Austria nahezu vollständig von Marchia aufgenommen.
Pfingsten 1890 feierte das Corps sein 25. Stiftungsfest. An den Veranstaltungen nahmen neben weiteren Angehörigen der Brünner Professorenschaft der Rektor der Hochschule sowie Vertreter der Regierung und der Brünner Gesellschaft teil. Ein vom Grand Hotel zur Technischen Hochschule und von dort zum Fechtboden des Corps in der Neugasse 16 durch die Gassen Brünns veranstalteter Wagenzug mit 15 Kutschen fand bei der Brünner Bevölkerung große Beachtung.
Marchia trat dem am 4. März 1898 gegründeten Hohensalzburger SC-Verband (HSSV) erst am 25. November 1901 bei. Diese Entscheidung war im Corps höchst umstritten und führte zu tiefen Zerwürfnissen. Glücklicherweise löste sich der HSSV bereits am 13. Februar 1902 wieder auf. Mit dem am 12. Juli 1900 unter Beteiligung eines Brünner Märkers gegründeten Corps Frankonia Brünn wurde am 19. Januar 1903 der 2. Brünner SC gebildet. Von seiner Gründung am 2. April 1909 bis zu seiner Auflösung am 11. Februar 1911 gehörte Marchia dem Dürnsteiner SC-Verband an.
Während des Ersten Weltkriegs wurde ein behelfsmäßiger Corpsbetrieb fortgeführt; eine Suspension erfolgte jedoch nicht. Am 28. Oktober 1918 wurde die Tschechoslowakei gegründet. Marchia wurde Bestandteil einer unbeliebten Minorität in einer fremden Republik. Trotz der politischen Umwälzungen wurde der Corpsbetrieb ab dem Wintersemester 1918/19 zum 30. November 1918 in überbrachter Weise wiederaufgenommen. Am 26. Juni 1919 wurde mit Frankonia der Brünner SC wiederbegründet und am 5. Juli 1919 von beiden SC-Corps das suspendierte Corps Austria rekonstituiert.
Am 20. September 1919 wurde der Brünner SC und damit auch das Corps Marchia in den KSCV aufgenommen. Marchia schloss sich dem Blauen Kreis an. Als sich die Verhältnisse in Brünn auskömmlich stabilisiert hatten und die Deutschen „hinter Mauern“ ihren Gepflogenheiten nachgehen konnten, konnte man trotz aller Schwierigkeiten unter den gegebenen Umständen von einem wiedererstärkten aktiven Betrieb sprechen. Ab 1933 wurde das Nebeneinander der Nationen einseitig gestört. Die Aktivenzahlen gingen stark zurück. Aufgrund der Gleichschaltung und Einführung des Führerprinzips im Deutschen Reich traten die SC zu Brünn und Prag am 27. Oktober 1933 aus dem KSCV aus. 1934 gründeten sie den Prager SC-Verband. Trotz dieses Umbruchs wurden im Wintersemester 1933/34 und im Sommersemester 1934 noch 4 Corpsstudenten aus dem Deutschen Reich bei Marchia als Mehrbänderleute aktiv. Mit Errichtung des Reichsprotektorats Böhmen und Mähren suspendierte Marchia am 16. März 1939, nachdem das Corps 147 Semester ununterbrochen bestanden hatte.

### Innsbruck
Durch die Vertreibung der Deutschen aus der Tschechoslowakei aus der mährischen Heimat vertrieben, konnte der AH-Verband zum 3. Juni 1951 in Salzburg rekonstituiert werden. Sitz des AHV war München. Am 15. Oktober 1956 wurde mit dem Freundschaftscorps Rhaetia Innsbruck ein Patenschaftsverhältnis abgeschlossen. Es sah unter anderem vor, dass Altherrensöhne von Märkern, die bei Rhaetia aktiv wurden, auch auf Märkerfarben fechten konnten.

### Düsseldorf
Am 12. Mai 1962 erfolgte in Düsseldorf unter maßgeblicher Beteiligung von jungen Alten Herren des Corps Hansea Wien und Corpsphilistern des örtlichen AHSC die Rekonstitution als kreisfreies Corps unter Lösung aller bis dahin bestehender Verhältnisse. Am 21. Mai 1962 erfolgte die Aufnahme in den SC zu Köln als Corps Marchia Brünn zu Köln und Düsseldorf. Ein Höhepunkt in der Corpsgeschichte war das 100. Stiftungsfest, das vom 17. bis 20. Juni 1965 gefeiert wurde.
Nachdem die Medizinische Akademie zwischen 1962 und 1965 zur Vollfakultät ausgebaut worden war, kam es am 1. Januar 1966 zur Gründung der Universität Düsseldorf. Am 2. Juni 1966 wurde Düsseldorf eigenständiger SC mit Marchia als Einzelcorps. Der Ortszusatz „zu Köln und Düsseldorf“ wurde auf „zu Düsseldorf“ beschränkt. Am 15. Juli 1991 musste das Corps Marchia im 30. Jahr seines Bestehens in Düsseldorf wegen Aktivenmangels suspendieren.

### Trier

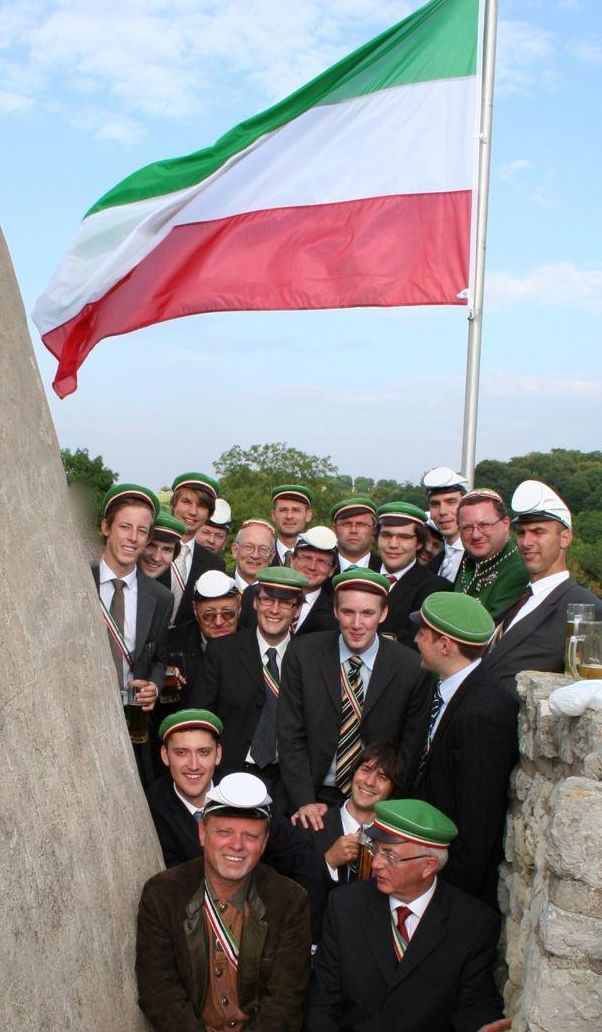
Rudelsburg 2008

Bereits zum 5. September 1992 konnte der aktive Betrieb wieder aufgenommen werden, als Angehörige des Corps Frankonia Prag, ein Inaktiver der Corps Germania München (WSC) und viele Mitglieder des AHSC zu Trier das Corps Marchia an der Universität Trier rekonstituierten. Zum Sommersemester 1993 konnte das heutige Corpshaus in der Bonner Straße bezogen werden. Vom oKC 1993 in Würzburg wurde Marchia mit den Rechten eines SC zu Trier ausgestattet. Höhepunkte der Trierer Zeit waren bislang das vom 17. bis 19. Juni 2005 gefeierte 140. Stiftungsfest und der Kommers zur Übergabe der Vorortgeschäfte vom SC zu Rostock an den SC zu Trier am 8. November 2008, nachdem Marchia erstmals seit der Aufnahme in den KSCV die Führung der Vorortgeschäfte übertragen worden waren. Unter dem Vorort Trier mit Marchia als präsidierendem Corps wurde ein neuer Kartellvertrag zwischen dem WSC und dem KSCV abgeschlossen.

## Verhältniscorps
Corps Frankonia Prag zu Saarbrücken, Vorstellungsverhältnis 2000–2005, Freundschaftsverhältnis seit 2005.

## Frühere Verhältniscorps
- Corps Alemannia Wien, Kartelle 1869–1872, 1874–1875, 1876–1878 und 1891–1894
- Corps Constantia Prag, Kartell 1878–1882, siehe Erloschene Corps#Prag
- Corps Hansea Wien, Vorstellungsverhältnis 1985–1996, Freundschaftsverhältnis 1996–2007, siehe Liste der Kösener Corps#Ausgeschiedene Corps
- Corps Isaria, Vorstellungsverhältnis 1919–1925
- Corps Joannea, Kartelle 1874–1875 und 1876–1878
- Corps Posonia Wien, Kartell 1909–1919, Freundschaftskartell 1930–1962
- Corps Rhaetia Innsbruck, Vorstellungsverhältnis 1919–1921, Freundschaftskartell 1921–1962
- Corps Suevia Prag, Kartell 1869–1871, Vorstellungsverhältnis 1919–1921, Freundschaftskartell 1921–1962

## Brünner Märker

### Staat
- Franz Fiala (1861–1898), Chemiker, Prähistoriker und Botaniker
- Rolf Habild (1904–1970), Jurist, Landrat, Bankmanager
- Christoph Kaempf (1913–2001), Jurist und Japanologe, Mitgründer und Direktor des Deutsch-Japanischen Kulturinstituts in Kyoto
- Hans-Hermann Kocks (* 1945), von 1978 bis 2008 Hauptgeschäftsführer der Handwerkskammer Trier
- Edmund Lober von Karstenrod (1857–1930), Feldmarschalleutnant der k.u.k. Armee
- Hermann Rahe (1913–1998), Jurist, Leitender Ministerialrat, Direktor der Deutschen Richterakademie in Trier
- Hermann von Rittler (1848–1914), Generalintendant der ökonomischen Verwaltung der k.u.k. Streitkräfte
- Gustav Gotthilf Winkel (1857–1937), Jurist, Geheimer Regierungsrat

### Wirtschaft
- Anton Karl Wilhelm Gawalowski (1848–1927), Chemiker
- Theodor Hayek (1887–1970), Generaldirektor, Wegbereiter der Zuckerindustrie in Irland und Neuseeland
- Rudolf Kratochwill (1898–1974), Versicherungsmathematiker, Generaldirektor des Deutschen Ringes Lebensversicherung, Vorstand des Gerling-Konzerns
- Hubert Petschnigg (1913–1997), Architekt, Ehrensenator der Technischen Universität Graz

### Wissenschaft
- Wolf Dieter Englert (* 1942), Entomologe, Direktor und Professor des Instituts für Pflanzenschutz im Weinbau der Biologischen Bundesanstalt für Land- und Forstwirtschaft
- Dirk Hübner (* 1976), Professor für Konstruktion und Leichtbau
- Jürgen Kiwit (* 1956), Professor für Neurochirurgie
- Jens-Peter Koester (* 1942), Professor für Angewandte Sprachwissenschaft und Phonetik
- Josef Neuwirth (1855–1934), Professor für Kunstgeschichte, erster Rektor und Ehrendoktor der Technischen Hochschule Wien, Ehrendoktor der Technischen Hochschule Brünn
- Harald Ortwig (* 1959), Professor für Fluidtechnik, Hydraulik und Pneumatik
- Ludwig Popp (1911–1993), Professor für Bakteriologie
- Karl-Georg Pulver (1930–2019), Professor für Anästhesiologie
- Alois Schwarz (1854–1928), Lehrer, Chemiker
- Otto-Karl Sperling (1917–1996), Professor für Orthopädie, Sportmediziner
- Alexander Wohlers (* 1979), Professor für Finite Elemente Methode (FEM) und Strukturmechanik
- Joseph Wolfschütz (1860–1933), Professor für Flussbau, Wasserstraßen und Binnenschifffahrt
- Hans Wunderer (1912–1994), Professor für Zahnheilkunde
- Ludwig Zichner (1942–2025), Professor für Orthopädie